# Spinnenkop Wedderveer
De spinnenkop in Wedderveer is een kleine houtzaagmolen aan de weg van Blijham naar Wedde in de provincie Groningen.
Het molentje werd in 1938 gebouwd en is daarmee de laatste om economische redenen gebouwde molen in de provincie Groningen. Het ontwerp voor de molen kwam van molenmaker-architect Luitje Wiertsema die de molen samen met de eerste eigenaar E.J. Feunekes bouwde. Het molentje kreeg buiten de molen een snelzaagraam, op windkracht aangedreven. Verder werd de molen uitgerust met zelfzwichting en zelfkruiing. De spinnenkopmolen op een bakstenen schuur met stelling was slechts enkele jaren in gebruik en in de jaren tachtig van de twintigste eeuw was er slechts een troosteloze ruïne over. De huidige particuliere eigenaar liet de molen in 1997 restaureren en laat het molentje, dat tegenwoordig uitgerust is met een lintzaag, regelmatig draaien. De molen ondervindt veel hinder van de bomen in de directe omgeving, maar is wel degelijk een markante blikvanger aan de westzijde van de Westerwoldse Aa.

## Fotogalerij

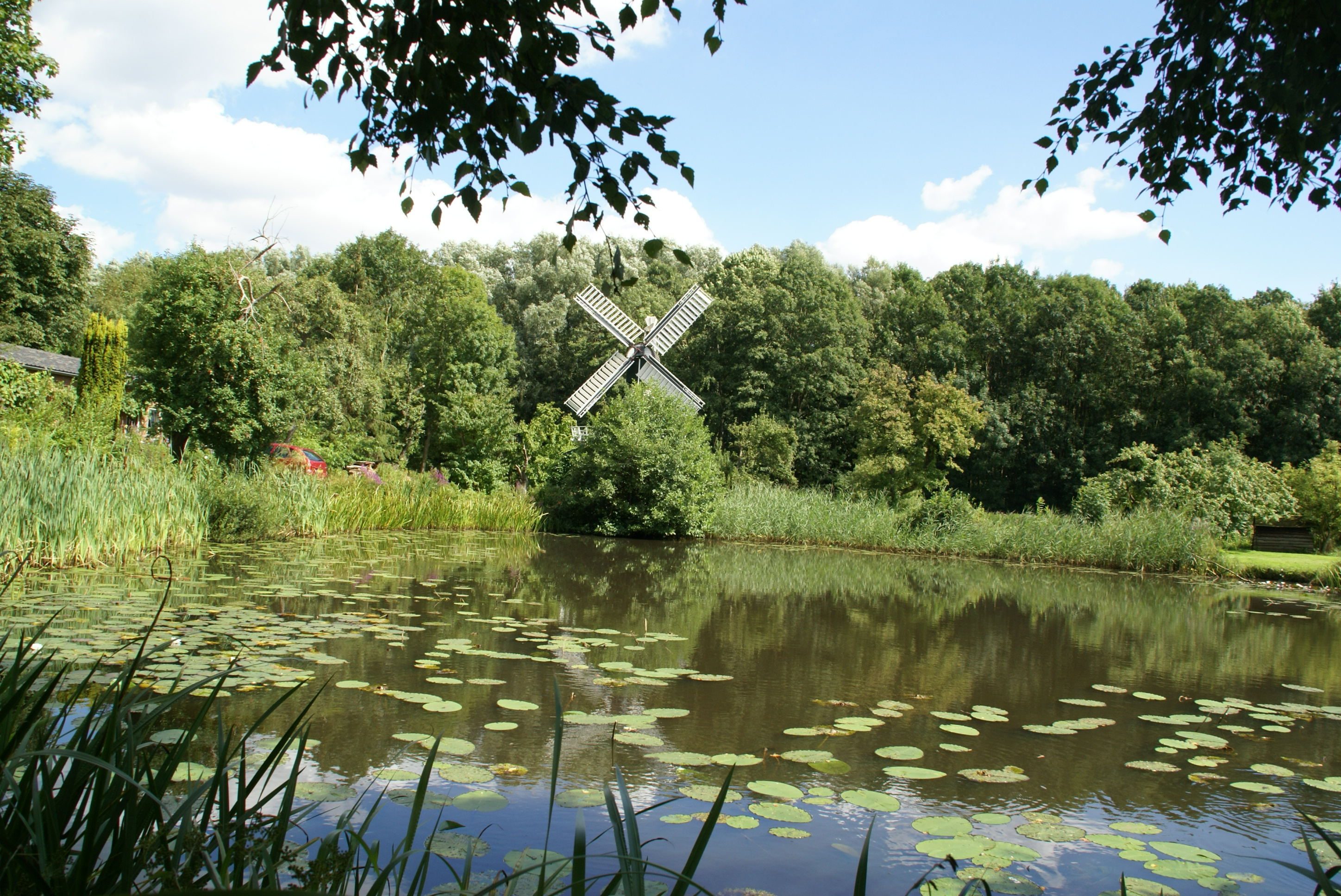
Omgeving van Spinnenkop Wedderveer
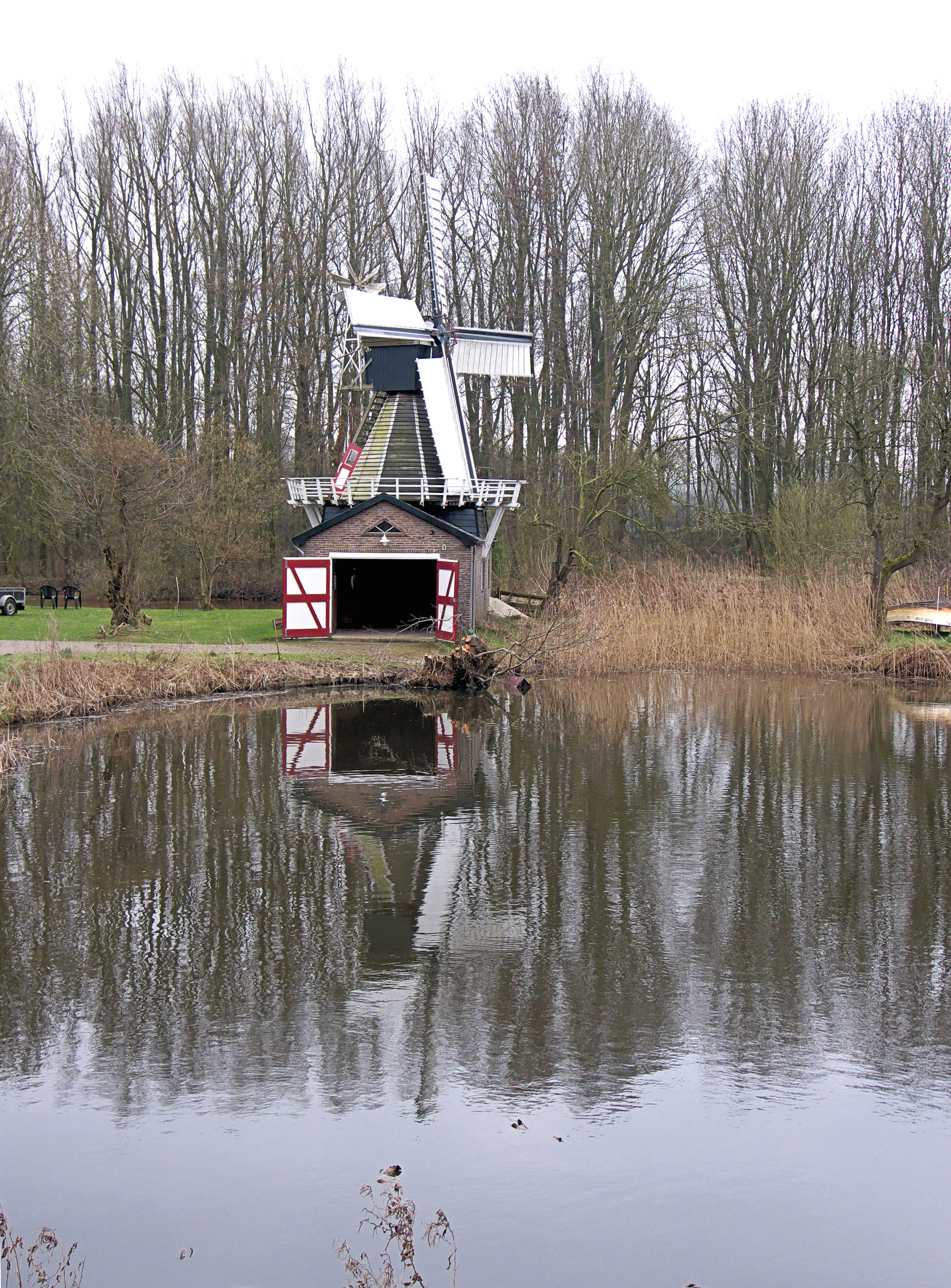
Omgeving van Spinnenkop Wedderveer
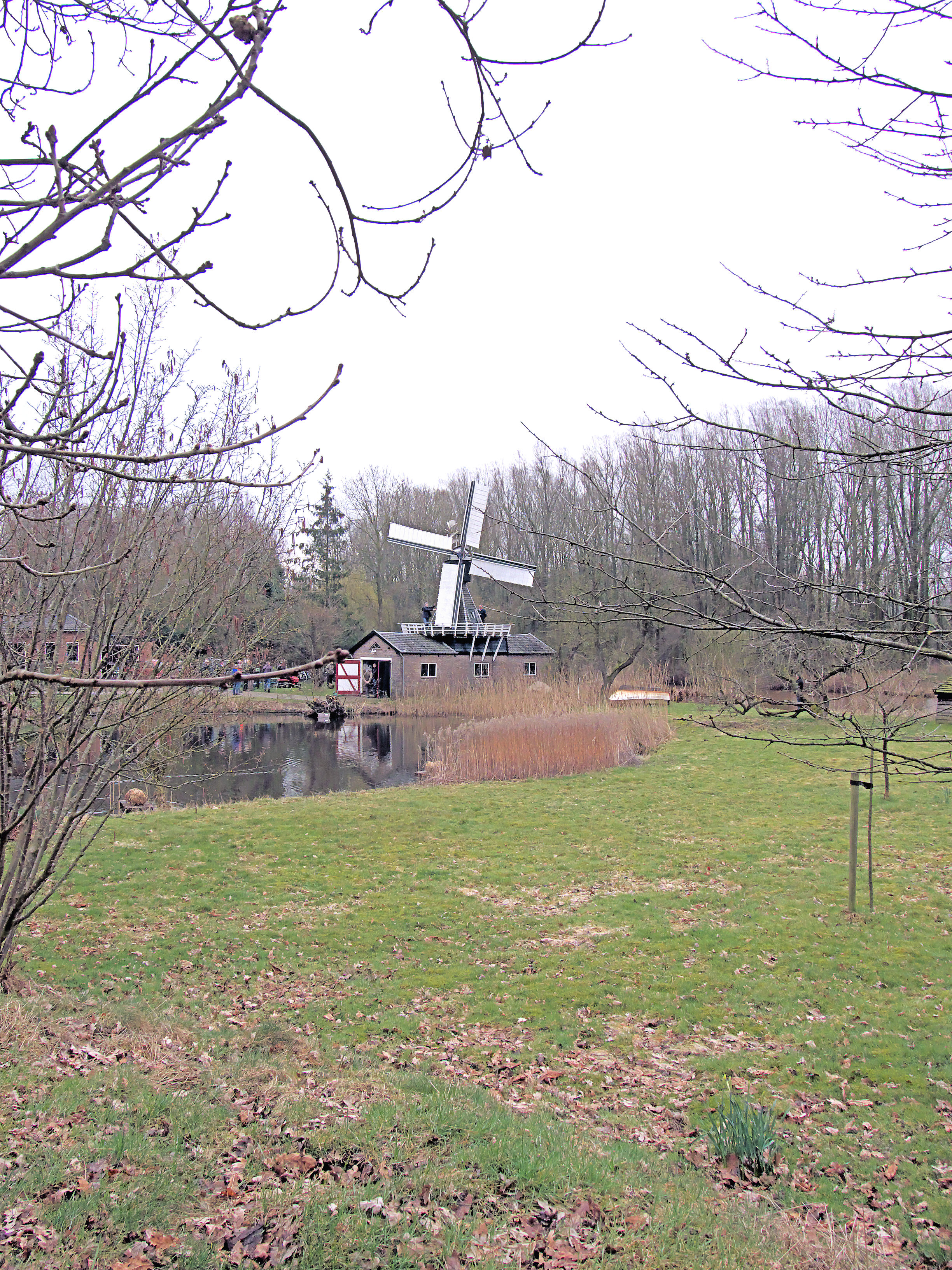
Omgeving van Spinnenkop Wedderveer
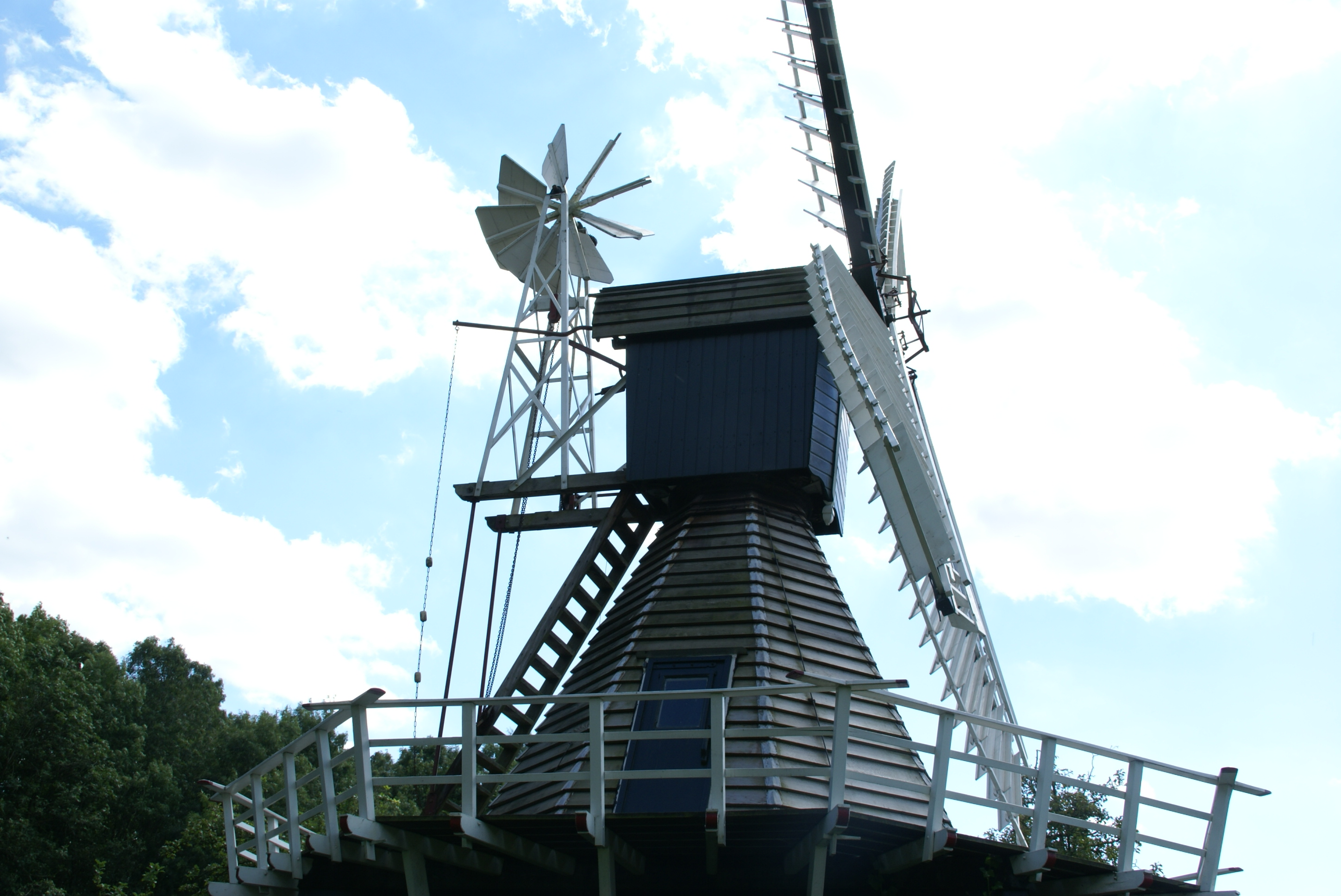
De windroos van de molen
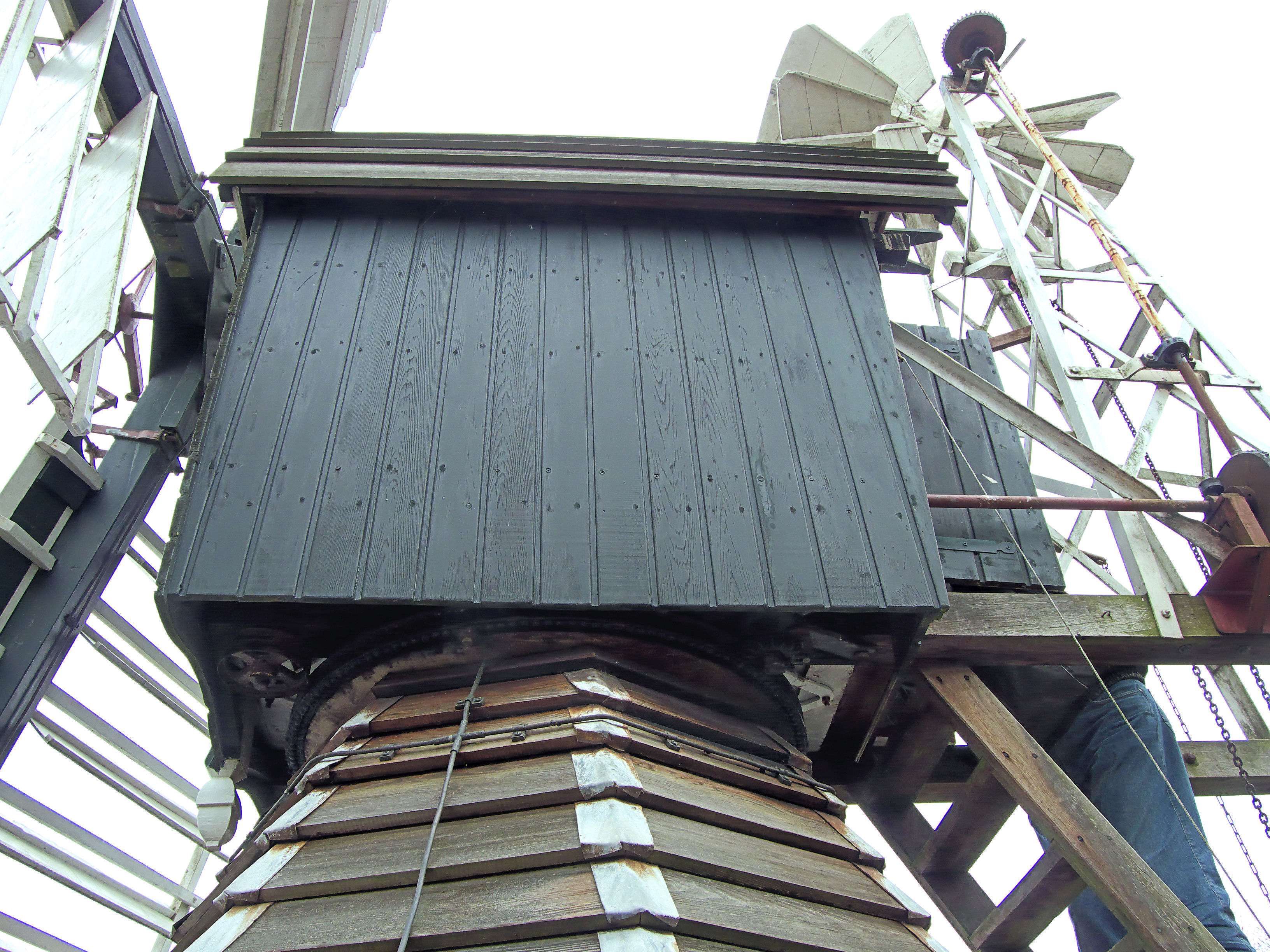
Kop
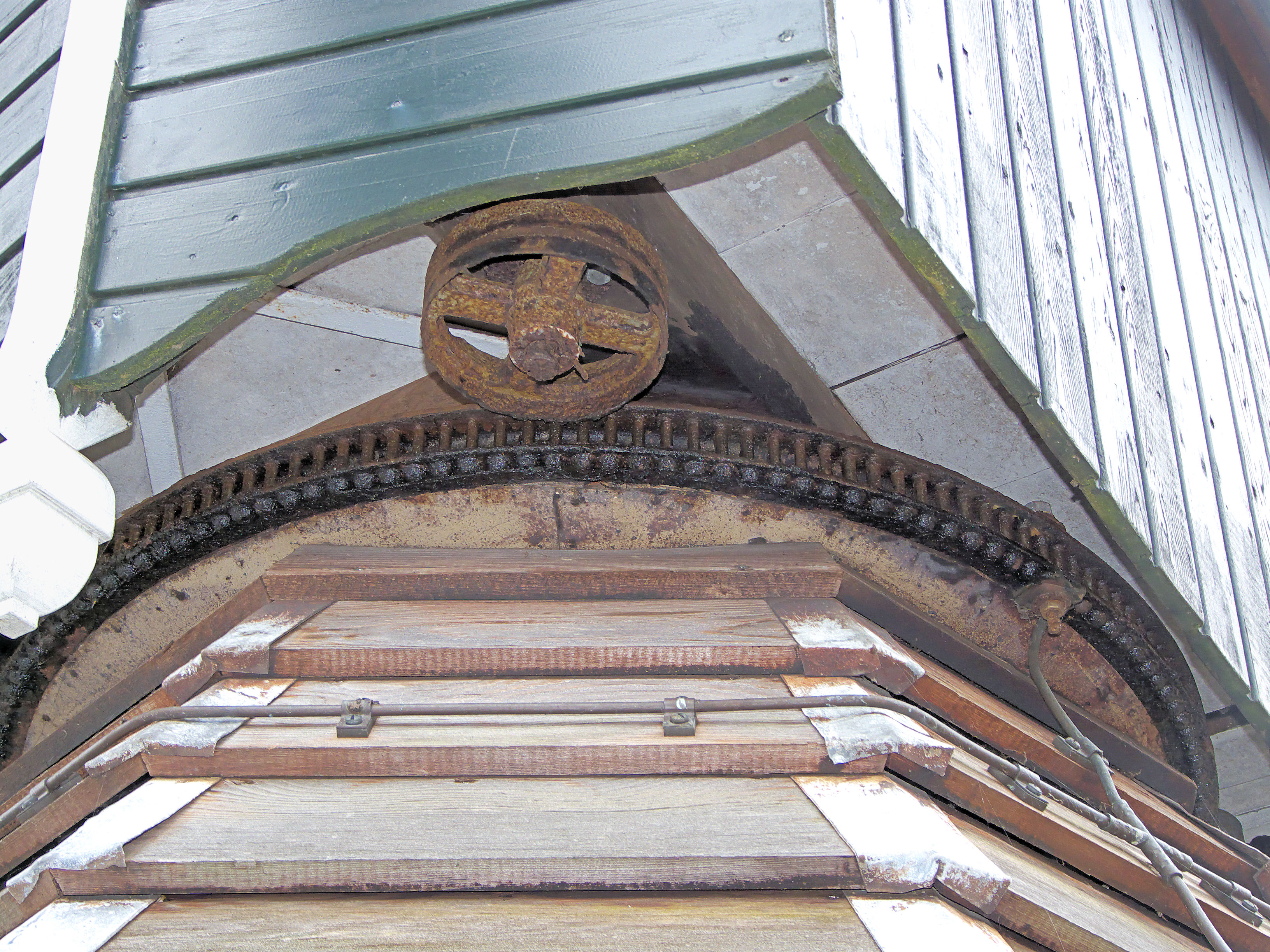
Kruiring op boventafelement
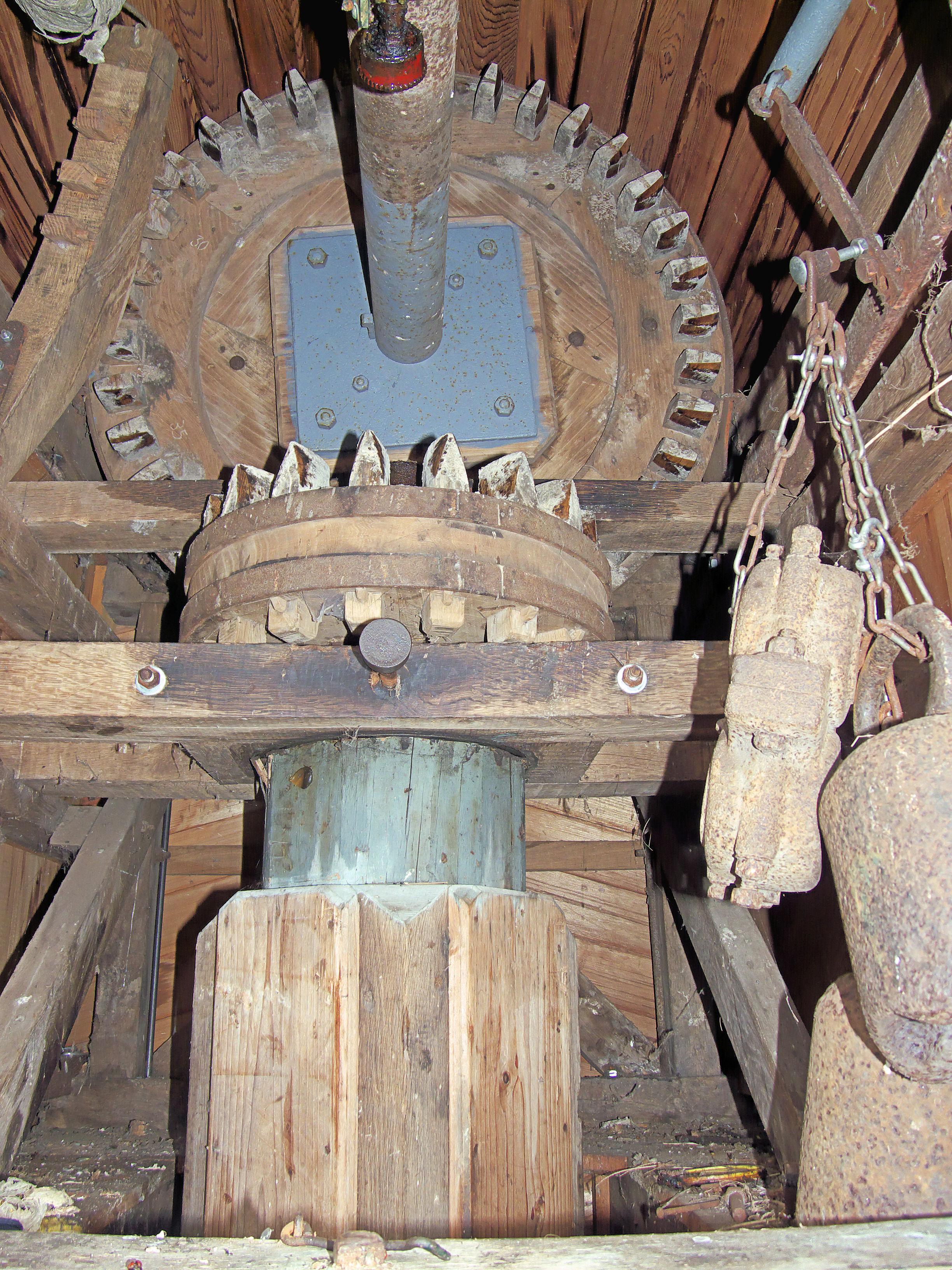
Binnenkant van kop
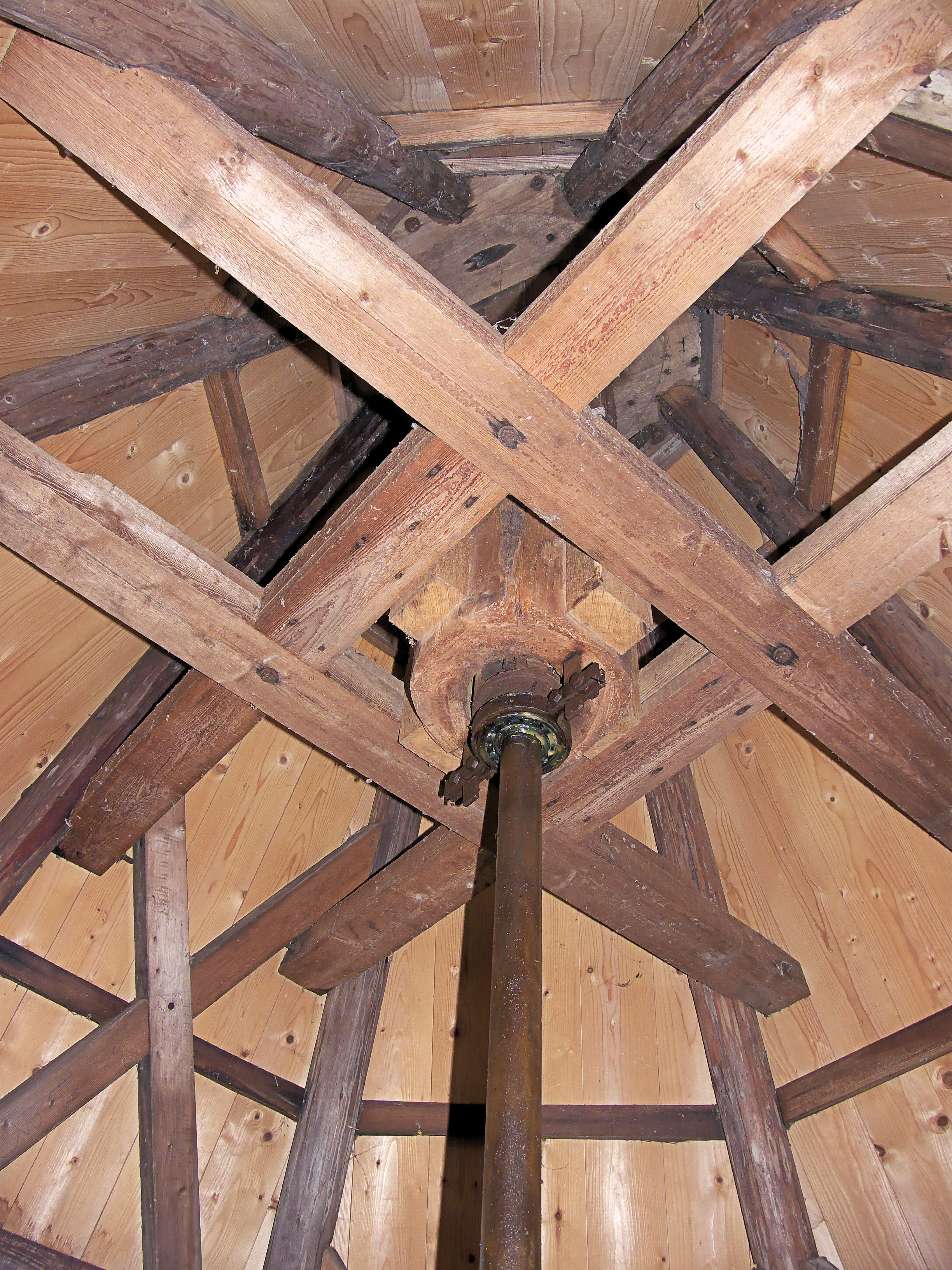
Koker met koningsspil
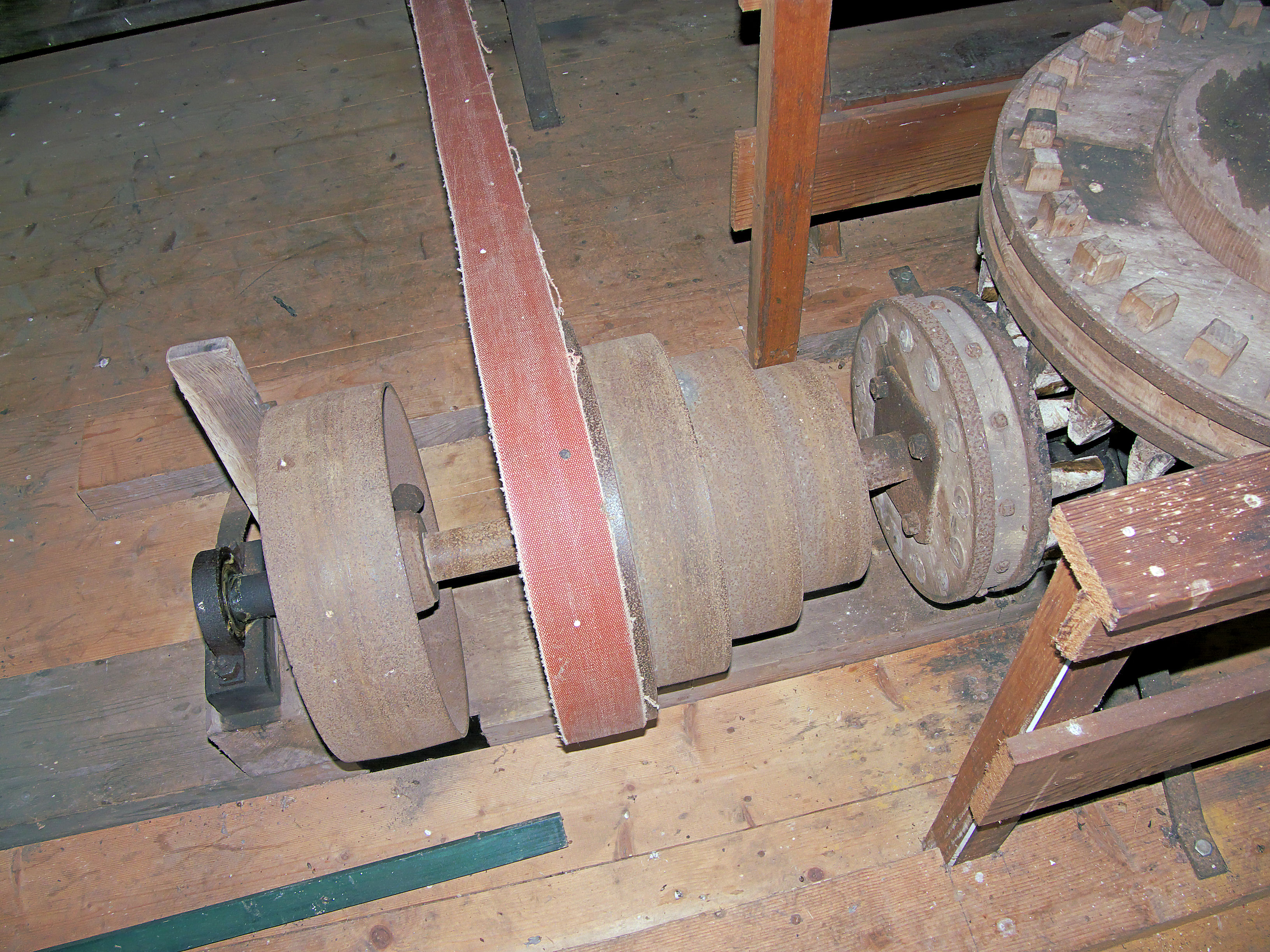
Onderbonkelaar met krukwiel voor aandrijving van lintzaag